# Campeonato de Primera A 2021 (ABF)
La Primera "A" de 2021 es la 32.ª edición de la principal categoría de la Asociación Beniana de Fútbol, máxima entidad del fútbol departamental del Beni. El Apertura se jugará desde 21 de abril hasta el 31 de julio, mientras el Clausura arrancará en septiembre u octubre y culminará en el inicio de 2022.

## Sistema de disputa
Originalmente, el torneo se jugaría en dos zonas de 8 donde los tres mejores de cada serie se clasificarían a la liguilla por el campeonato y los otros equipos tendrían que jugar la liguilla por el descenso. No obstante, debido a las desistencias de Atlético Arsenal y Gran Beni, la ABF cambió el formato del certamen para un torneo único en sistema de todos contra todos (13 fechas), donde los tres mejores se clasificarán a la Copa Simón Bolívar de este año. Posteriormente, se definió que también habrá el torneo Clausura, que arrancará en el mes de septiembre y culminará en el inicio de 2022. Los dos peores del Apertura descendieron a la Primera "B", mientras que en el Clausura también serían dos pero se redujo a uno debido a la desistencia de Real Kateri.

## Equipos participantes

### Ascensos y descensos
En la gestión 2019 no hubo ni ascensos ni descensos en la ABF, además ningún club ascendió a la División Profesional. Todavía, Atlético Arsenal y Gran Beni no se inscribieron, por lo que el número de equipos pasó de 16 para 14 equipos.

### Información de los equipos
| Equipo                   | Ciudad                                  | Fecha de fundación                                                            | Estadio                                   | Capacidad    |
| ------------------------ | --------------------------------------- | ----------------------------------------------------------------------------- | ----------------------------------------- | ------------ |
| Alianza FC               | Trinidad (Bolivia)                      | ?                                                                             | Estadio Gran Mamoré Estadio Yoyo Zambrano | 12.000 3.000 |
| Amazónico FC             | Trinidad (Bolivia)                      | ?                                                                             | Estadio Gran Mamoré Estadio Yoyo Zambrano | 12.000 3.000 |
| Atlético 31 de Julio     | Trinidad (Bolivia) San Ignacio de Moxos | 31 de julio de 2009                                                           | Estadio Gran Mamoré Estadio Yoyo Zambrano | 12.000 3.000 |
| Atlético del Beni        | Trinidad (Bolivia)                      | 12 de abril de 2012                                                           | Estadio Gran Mamoré Estadio Yoyo Zambrano | 12.000 3.000 |
| Atlético Nacional Marino | Trinidad (Bolivia)                      | 2016                                                                          | Estadio Gran Mamoré Estadio Yoyo Zambrano | 12.000 3.000 |
| Deportivo Kivón          | Trinidad (Bolivia)                      | 12 de enero de 1993 (como Atlético Pompeya) 23 de julio de 2007 (refundación) | Estadio Gran Mamoré Estadio Yoyo Zambrano | 12.000 3.000 |
| Deportivo Tiluchi        | Trinidad (Bolivia)                      | ?                                                                             | Estadio Gran Mamoré Estadio Yoyo Zambrano | 12.000 3.000 |
| Gran Moxos               | Trinidad (Bolivia)                      | 20 de abril de 2013                                                           | Estadio Gran Mamoré Estadio Yoyo Zambrano | 12.000 3.000 |
| Libertad Gran Mamoré     | Trinidad (Bolivia)                      | 2008                                                                          | Estadio Gran Mamoré Estadio Yoyo Zambrano | 12.000 3.000 |
| Movima 26-VII            | Trinidad (Bolivia) Santa Ana del Yacuma | 2018                                                                          | Estadio Gran Mamoré Estadio Yoyo Zambrano | 12.000 3.000 |
| Real Kateri              | Trinidad (Bolivia)                      | 14 de julio de 2016                                                           | Estadio Gran Mamoré Estadio Yoyo Zambrano | 12.000 3.000 |
| San Lorenzo              | Trinidad (Bolivia)                      | ?                                                                             | Estadio Gran Mamoré Estadio Yoyo Zambrano | 12.000 3.000 |
| Universitario            | Trinidad (Bolivia)                      | ?                                                                             | Estadio Gran Mamoré Estadio Yoyo Zambrano | 12.000 3.000 |
| Villa Real Sociedad      | Trinidad (Bolivia)                      | 16 de octubre de 2000                                                         | Estadio Gran Mamoré Estadio Yoyo Zambrano | 12.000 3.000 |

## Torneo Apertura 2021

### Clasificación
| Pos. | Equipo                   | Pts. | PJ | G  | E | P  | GF | GC | Dif. | Clasificación                                      |
| ---- | ------------------------ | ---- | -- | -- | - | -- | -- | -- | ---- | -------------------------------------------------- |
| 1    | Libertad Gran Mamoré (C) | 37   | 13 | 12 | 1 | 0  | 70 | 7  | +63  | Campeón y clasificado a la Copa Simón Bolívar 2021 |
| 2    | Deportivo Kivón          | 28   | 13 | 8  | 4 | 1  | 28 | 15 | +13  | Clasificado a la Copa Simón Bolívar 2021           |
| 3    | Villa Real Sociedad      | 27   | 13 | 8  | 3 | 2  | 41 | 12 | +29  | Clasificado a la Copa Simón Bolívar 2021           |
| 4    | Universitario            | 24   | 13 | 7  | 3 | 3  | 41 | 16 | +25  |                                                    |
| 5    | Atlético Nacional Marino | 24   | 13 | 7  | 3 | 3  | 20 | 22 | −2   |                                                    |
| 6    | Real Kateri              | 19   | 13 | 6  | 1 | 6  | 32 | 27 | +5   |                                                    |
| 7    | San Lorenzo              | 17   | 13 | 5  | 2 | 6  | 24 | 28 | −4   |                                                    |
| 8    | Atlético 31 de Julio     | 17   | 13 | 5  | 2 | 6  | 21 | 27 | −6   |                                                    |
| 9    | Alianza FC               | 17   | 13 | 5  | 2 | 6  | 27 | 36 | −9   |                                                    |
| 10   | Movima 26-VII            | 13   | 13 | 4  | 1 | 8  | 18 | 32 | −14  |                                                    |
| 11   | Atlético del Beni        | 12   | 13 | 3  | 3 | 7  | 22 | 42 | −20  |                                                    |
| 12   | Deportivo Tiluchi        | 11   | 13 | 3  | 2 | 8  | 21 | 34 | −13  |                                                    |
| 13   | Gran Moxos (D)           | 11   | 13 | 3  | 2 | 8  | 14 | 29 | −15  | Descenso a la Primera "B"                          |
| 14   | Amazónico FC (D)         | 1    | 13 | 0  | 1 | 12 | 8  | 62 | −54  | Descenso a la Primera "B"                          |

 Fuente: Asociación Beniana de Fútbol

### Resultados
OBS: Los horarios corresponden al huso horario que rige a Bolivia (UTC-4).
| Fecha 1              | Fecha 1   | Fecha 1                  | Fecha 1       | Fecha 1     | Fecha 1 | Fecha 1 |
| Local                | Resultado | Visitante                | Estadio       | Fecha       | Hora    |         |
| -------------------- | --------- | ------------------------ | ------------- | ----------- | ------- | ------- |
| Atlético 31 de Julio | 2 - 3     | Gran Moxos               | Yoyo Zambrano | 21 de abril | 19:00   |         |
| Villa Real Sociedad  | 0 - 1     | Alianza FC               | Yoyo Zambrano | 21 de abril | 21:00   |         |
| Libertad Gran Mamoré | 8 - 0     | Amazónico FC             | Yoyo Zambrano | 23 de abril | 19:00   |         |
| Real Kateri          | 0 - 1     | Atlético Nacional Marino | Yoyo Zambrano | 23 de abril | 21:00   |         |
| Deportivo Kivón      | 3 - 2     | San Lorenzo              | Yoyo Zambrano | 24 de abril | 10:00   |         |
| Deportivo Tiluchi    | 3 - 5     | Movima 26-VII            | Yoyo Zambrano | 24 de abril | 14:00   |         |
| Universitario        | 6 - 0     | Atlético del Beni        | Yoyo Zambrano | 24 de abril | 16:00   |         |

| Fecha 2                  | Fecha 2   | Fecha 2              | Fecha 2       | Fecha 2     | Fecha 2 | Fecha 2 |
| Local                    | Resultado | Visitante            | Estadio       | Fecha       | Hora    |         |
| ------------------------ | --------- | -------------------- | ------------- | ----------- | ------- | ------- |
| Deportivo Kivón          | 6 - 2     | Atlético del Beni    | Yoyo Zambrano | 28 de abril | 19:00   |         |
| Alianza FC               | 3 - 2     | Gran Moxos           | Yoyo Zambrano | 28 de abril | 21:00   |         |
| Villa Real Sociedad      | 0 - 0     | Movima 26-VII        | Yoyo Zambrano | 30 de abril | 19:00   |         |
| Universitario            | 4 - 0     | Deportivo Tiluchi    | Yoyo Zambrano | 30 de abril | 21:00   |         |
| Atlético Nacional Marino | 1 - 1     | Amazónico FC         | Yoyo Zambrano | 1 de mayo   | 16:00   |         |
| Real Kateri              | 4 - 1     | Atlético 31 de Julio | Yoyo Zambrano | 1 de mayo   | 18:00   |         |
| Libertad Gran Mamoré     | 7 - 0     | San Lorenzo          | Yoyo Zambrano | 1 de mayo   | 20:00   |         |

| Fecha 3                  | Fecha 3   | Fecha 3              | Fecha 3       | Fecha 3   | Fecha 3 | Fecha 3 |
| Local                    | Resultado | Visitante            | Estadio       | Fecha     | Hora    |         |
| ------------------------ | --------- | -------------------- | ------------- | --------- | ------- | ------- |
| Deportivo Kivón          | 2 - 1     | Deportivo Tiluchi    | Yoyo Zambrano | 5 de mayo | 19:00   |         |
| Alianza FC               | 3 - 1     | Amazónico FC         | Yoyo Zambrano | 5 de mayo | 21:00   |         |
| Atlético 31 de Julio     | 2 - 3     | San Lorenzo          | Yoyo Zambrano | 8 de mayo | 16:00   |         |
| Real Kateri              | 3 - 0     | Movima 26-VII        | Yoyo Zambrano | 8 de mayo | 18:00   |         |
| Villa Real Sociedad      | 7 - 1     | Atlético del Beni    | Yoyo Zambrano | 8 de mayo | 20:00   |         |
| Universitario            | 2 - 0     | Gran Moxos           | Yoyo Zambrano | 9 de mayo | 14:00   |         |
| Atlético Nacional Marino | 0 - 9     | Libertad Gran Mamoré | Yoyo Zambrano | 9 de mayo | 16:00   |         |

| Fecha 4              | Fecha 4   | Fecha 4                  | Fecha 4       | Fecha 4    | Fecha 4 | Fecha 4 |
| Local                | Resultado | Visitante                | Estadio       | Fecha      | Hora    |         |
| -------------------- | --------- | ------------------------ | ------------- | ---------- | ------- | ------- |
| Villa Real Sociedad  | 1 - 1     | Atlético Nacional Marino | Yoyo Zambrano | 12 de mayo | 19:00   |         |
| Libertad Gran Mamoré | 3 - 1     | Gran Moxos               | Yoyo Zambrano | 12 de mayo | 21:00   |         |
| Deportivo Kivón      | 4 - 1     | Amazónico FC             | Yoyo Zambrano | 14 de mayo | 19:00   |         |
| Universitario        | 3 - 0     | Movima 26-VII            | Yoyo Zambrano | 14 de mayo | 21:00   |         |
| Deportivo Tiluchi    | 1 - 3     | Atlético 31 de Julio     | Yoyo Zambrano | 15 de mayo | 16:00   |         |
| Real Kateri          | 0 - 1     | San Lorenzo              | Yoyo Zambrano | 15 de mayo | 18:00   |         |
| Alianza FC           | 5 - 5     | Atlético del Beni        | Yoyo Zambrano | 15 de mayo | 20:00   |         |

| Fecha 5              | Fecha 5   | Fecha 5                  | Fecha 5       | Fecha 5    | Fecha 5 | Fecha 5 |
| Local                | Resultado | Visitante                | Estadio       | Fecha      | Hora    |         |
| -------------------- | --------- | ------------------------ | ------------- | ---------- | ------- | ------- |
| Villa Real Sociedad  | 2 - 1     | Gran Moxos               | Yoyo Zambrano | 19 de mayo | 19:00   |         |
| Universitario        | 2 - 1     | San Lorenzo              | Yoyo Zambrano | 19 de mayo | 21:00   |         |
| Alianza FC           | 1 - 3     | Atlético Nacional Marino | Yoyo Zambrano | 21 de mayo | 19:00   |         |
| Libertad Gran Mamoré | 5 - 1     | Movima 26-VII            | Yoyo Zambrano | 21 de mayo | 21:00   |         |
| Amazónico FC         | 2 - 5     | Atlético del Beni        | Yoyo Zambrano | 22 de mayo | 16:00   |         |
| Real Kateri          | 6 - 1     | Deportivo Tiluchi        | Yoyo Zambrano | 22 de mayo | 18:00   |         |
| Deportivo Kivón      | 1 - 1     | Atlético 31 de Julio     | Yoyo Zambrano | 23 de mayo | 16:00   |         |

| Fecha 6              | Fecha 6   | Fecha 6                  | Fecha 6       | Fecha 6    | Fecha 6 | Fecha 6 |
| Local                | Resultado | Visitante                | Estadio       | Fecha      | Hora    |         |
| -------------------- | --------- | ------------------------ | ------------- | ---------- | ------- | ------- |
| Deportivo Tiluchi    | 1 - 3     | San Lorenzo              | Yoyo Zambrano | 2 de junio | 16:00   |         |
| Deportivo Kivón      | 5 - 1     | Alianza FC               | Yoyo Zambrano | 2 de junio | 18:00   |         |
| Amazónico FC         | 0 - 12    | Villa Real Sociedad      | Yoyo Zambrano | 4 de junio | 16:00   |         |
| Universitario        | 0 - 1     | Atlético Nacional Marino | Yoyo Zambrano | 4 de junio | 18:00   |         |
| Atlético 31 de Julio | 3 - 2     | Movima 26-VII            | Yoyo Zambrano | 5 de junio | 12:00   |         |
| Real Kateri          | 6 - 0     | Gran Moxos               | Yoyo Zambrano | 5 de junio | 14:00   |         |
| Libertad Gran Mamoré | 7 - 0     | Atlético del Beni        | Yoyo Zambrano | 5 de junio | 16:00   |         |

| Fecha 7              | Fecha 7   | Fecha 7                  | Fecha 7       | Fecha 7     | Fecha 7 | Fecha 7 |
| Local                | Resultado | Visitante                | Estadio       | Fecha       | Hora    |         |
| -------------------- | --------- | ------------------------ | ------------- | ----------- | ------- | ------- |
| San Lorenzo          | 0 - 3     | Villa Real Sociedad      | Yoyo Zambrano | 9 de junio  | 16:00   |         |
| Universitario        | 1 - 1     | Atlético 31 de Julio     | Yoyo Zambrano | 9 de junio  | 18:00   |         |
| Alianza FC           | 4 - 0     | Movima 26-VII            | Yoyo Zambrano | 18 de junio | 17:00   |         |
| Libertad Gran Mamoré | 1 - 1     | Deportivo Tiluchi        | Yoyo Zambrano | 18 de junio | 19:00   |         |
| Gran Moxos           | 2 - 1     | Amazónico FC             | Yoyo Zambrano | 19 de junio | 16:00   |         |
| Atlético del Beni    | 0 - 1     | Atlético Nacional Marino | Yoyo Zambrano | 19 de junio | 18:00   |         |
| Deportivo Kivón      | 2 - 0     | Real Kateri              | Yoyo Zambrano | 19 de junio | 20:00   |         |

| Fecha 8              | Fecha 8   | Fecha 8                  | Fecha 8       | Fecha 8     | Fecha 8 | Fecha 8 |
| Local                | Resultado | Visitante                | Estadio       | Fecha       | Hora    |         |
| -------------------- | --------- | ------------------------ | ------------- | ----------- | ------- | ------- |
| Gran Moxos           | 0 - 3     | Atlético del Beni        | Yoyo Zambrano | 23 de junio | 17:00   |         |
| Real Kateri          | 2 - 8     | Universitario            | Yoyo Zambrano | 23 de junio | 19:00   |         |
| Villa Real Sociedad  | 3 - 1     | Deportivo Tiluchi        | Yoyo Zambrano | 25 de junio | 17:00   |         |
| San Lorenzo          | 1 - 2     | Alianza FC               | Yoyo Zambrano | 25 de junio | 19:00   |         |
| Movima 26-VII        | 2 - 1     | Amazónico FC             | Yoyo Zambrano | 26 de junio | 16:00   |         |
| Deportivo Kivón      | 2 - 0     | Atlético Nacional Marino | Yoyo Zambrano | 26 de junio | 18:00   |         |
| Libertad Gran Mamoré | 5 - 0     | Atlético 31 de Julio     | Yoyo Zambrano | 26 de junio | 20:00   |         |

| Fecha 9                  | Fecha 9   | Fecha 9              | Fecha 9       | Fecha 9     | Fecha 9 | Fecha 9 |
| Local                    | Resultado | Visitante            | Estadio       | Fecha       | Hora    |         |
| ------------------------ | --------- | -------------------- | ------------- | ----------- | ------- | ------- |
| Libertad Gran Mamoré     | 4 - 1     | Villa Real Sociedad  | Yoyo Zambrano | 30 de junio | 16:00   |         |
| Deportivo Kivón          | 3 - 1     | Movima 26-VII        | Yoyo Zambrano | 30 de junio | 18:00   |         |
| Real Kateri              | 4 - 1     | Amazónico FC         | Yoyo Zambrano | 2 de julio  | 16:00   |         |
| Universitario            | 3 - 3     | Alianza FC           | Yoyo Zambrano | 2 de julio  | 18:00   |         |
| Atlético Nacional Marino | 2 - 2     | Deportivo Tiluchi    | Yoyo Zambrano | 2 de julio  | 20:00   |         |
| San Lorenzo              | 1 - 1     | Gran Moxos           | Yoyo Zambrano | 3 de julio  | 16:00   |         |
| Atlético del Beni        | 0 - 3     | Atlético 31 de Julio | Yoyo Zambrano | 3 de julio  | 18:00   |         |

| Fecha 10                 | Fecha 10  | Fecha 10            | Fecha 10      | Fecha 10    | Fecha 10 | Fecha 10 |
| Local                    | Resultado | Visitante           | Estadio       | Fecha       | Hora     |          |
| ------------------------ | --------- | ------------------- | ------------- | ----------- | -------- | -------- |
| Gran Moxos               | 2 - 1     | Movima 26-VII       | Yoyo Zambrano | 7 de julio  | 19:00    |          |
| Atlético 31 de Julio     | 2 - 0     | Amazónico FC        | Yoyo Zambrano | 7 de julio  | 21:00    |          |
| Libertad Gran Mamoré     | 4 - 0     | Deportivo Kivón     | Yoyo Zambrano | 9 de julio  | 19:00    |          |
| Alianza FC               | 2 - 4     | Real Kateri         | Yoyo Zambrano | 9 de julio  | 21:00    |          |
| Atlético Nacional Marino | 6 - 2     | San Lorenzo         | Yoyo Zambrano | 10 de julio | 14:00    |          |
| Deportivo Tiluchi        | 1 - 3     | Atlético del Beni   | Yoyo Zambrano | 10 de julio | 16:00    |          |
| Universitario            | 1 - 2     | Villa Real Sociedad | Yoyo Zambrano | 10 de julio | 18:00    |          |

| Fecha 11             | Fecha 11  | Fecha 11                 | Fecha 11      | Fecha 11    | Fecha 11 | Fecha 11 |
| Local                | Resultado | Visitante                | Estadio       | Fecha       | Hora     |          |
| -------------------- | --------- | ------------------------ | ------------- | ----------- | -------- | -------- |
| Universitario        | 9 - 0     | Amazónico FC             | Yoyo Zambrano | 14 de julio | 19:00    |          |
| Libertad Gran Mamoré | 7 - 0     | Alianza FC               | Yoyo Zambrano | 14 de julio | 21:00    |          |
| San Lorenzo          | 3 - 0     | Movima 26-VII            | Yoyo Zambrano | 16 de julio | 19:00    |          |
| Deportivo Kivón      | 1 - 1     | Villa Real Sociedad      | Yoyo Zambrano | 16 de julio | 21:00    |          |
| Atlético 31 de Julio | 0 - 1     | Atlético Nacional Marino | Yoyo Zambrano | 17 de julio | 16:00    |          |
| Real Kateri          | 1 - 1     | Atlético del Beni        | Yoyo Zambrano | 17 de julio | 18:00    |          |
| Gran Moxos           | 1 - 3     | Deportivo Tiluchi        | Yoyo Zambrano | 17 de julio | 20:00    |          |

| Fecha 12      | Fecha 12  | Fecha 12                 | Fecha 12      | Fecha 12    | Fecha 12 | Fecha 12 |
| Local         | Resultado | Visitante                | Estadio       | Fecha       | Hora     |          |
| ------------- | --------- | ------------------------ | ------------- | ----------- | -------- | -------- |
| Real Kateri   | 0 - 4     | Villa Real Sociedad      | Yoyo Zambrano | 23 de julio | 19:00    |          |
| Gran Moxos    | 0 - 0     | Deportivo Kivón          | Yoyo Zambrano | 23 de julio | 21:00    |          |
| Alianza FC    | 1 - 2     | Atlético 31 de Julio     | Yoyo Zambrano | 24 de julio | 18:00    |          |
| Universitario | 1 - 5     | Libertad Gran Mamoré     | Yoyo Zambrano | 24 de julio | 20:00    |          |
| San Lorenzo   | 1 - 1     | Atlético del Beni        | Yoyo Zambrano | 25 de julio | 16:00    |          |
| Amazónico FC  | 0 - 4     | Deportivo Tiluchi        | Yoyo Zambrano | 25 de julio | 18:00    |          |
| Movima 26-VII | 3 - 1     | Atlético Nacional Marino | Yoyo Zambrano | 25 de julio | 20:00    |          |

| Fecha 13             | Fecha 13  | Fecha 13                 | Fecha 13      | Fecha 13    | Fecha 13 | Fecha 13 |
| Local                | Resultado | Visitante                | Estadio       | Fecha       | Hora     |          |
| -------------------- | --------- | ------------------------ | ------------- | ----------- | -------- | -------- |
| San Lorenzo          | 6 - 0     | Amazónico FC             | Yoyo Zambrano | 28 de julio | 19:00    |          |
| Villa Real Sociedad  | 5 - 1     | Atlético 31 de Julio     | Yoyo Zambrano | 28 de julio | 21:00    |          |
| Gran Moxos           | 1 - 2     | Atlético Nacional Marino | Yoyo Zambrano | 30 de julio | 18:00    |          |
| Atlético del Beni    | 1 - 2     | Movima 26-VII            | Yoyo Zambrano | 30 de julio | 20:00    |          |
| Deportivo Tiluchi    | 3 - 1     | Alianza FC               | Yoyo Zambrano | 30 de julio | 22:00    |          |
| Universitario        | 1 - 1     | Deportivo Kivón          | Yoyo Zambrano | 31 de julio | 18:00    |          |
| Libertad Gran Mamoré | 5 - 2     | Real Kateri              | Yoyo Zambrano | 31 de julio | 20:00    |          |

1. ↑  Los partidos Universitario - Gran Moxos y Atlético Nacional Marino - Libertad Gran Mamoré se jugarían en el viernes 7 de mayo, pero debido a problemas con las torres iluminarias del estadio Yoyo Zambrano se tuvo que reprogramar ambos los encuentros para el domingo 9 de mayo.
2. ↑  El partido Deportivo Kivón - Atlético 31 de Julio, que originalmente se jugaría en el sábado 22 de mayo, se postergó para el día siguiente debido a las lluvias que afectaron a la cancha del estadio Yoyo Zambrano.
3. ↑  Los partidos que se jugarían en los días 11, 12 y 13 de junio fueron suspendidos debido a las lluvias que afectaron a la ciudad de Trinidad y al estadio Yoyo Zambrano. Luego, la ABF reanudó los partidos para los días 18 y 19 del mismo mes.

### Premiación
|                                           |
| Libertad Gran Mamoré Campeón (2.° título) |

|                            |                                  |
| Deportivo Kivón Subcampeón | Villa Real Sociedad Tercer lugar |

## Torneo Clausura 2021-22

### Clasificación
| Pos. | Equipo                       | Pts. | PJ | G | E | P | GF | GC | Dif. | Clasificación                                      |
| ---- | ---------------------------- | ---- | -- | - | - | - | -- | -- | ---- | -------------------------------------------------- |
| 1    | Libertad Gran Mamoré (C)     | 25   | 10 | 8 | 1 | 1 | 40 | 8  | +32  | Campeón y clasificado a la Copa Simón Bolívar 2022 |
| 2    | Alianza FC                   | 22   | 10 | 7 | 1 | 2 | 31 | 10 | +21  | Clasificado a la Copa Simón Bolívar 2022           |
| 3    | Universitario del Beni       | 21   | 10 | 6 | 3 | 1 | 23 | 11 | +12  | Clasificado a la Copa Simón Bolívar 2022           |
| 4    | Atlético 31 de Julio         | 16   | 10 | 5 | 1 | 4 | 21 | 14 | +7   |                                                    |
| 5    | San Lorenzo del Beni         | 15   | 10 | 5 | 0 | 5 | 24 | 25 | −1   |                                                    |
| 6    | Villa Real Sociedad          | 14   | 10 | 4 | 2 | 4 | 24 | 20 | +4   |                                                    |
| 7    | Deportivo Kivón              | 12   | 10 | 3 | 3 | 4 | 15 | 33 | −18  |                                                    |
| 8    | Movima 26-VII                | 11   | 10 | 3 | 2 | 5 | 16 | 32 | −16  |                                                    |
| 9    | Deportivo Tiluchi            | 9    | 10 | 3 | 0 | 7 | 12 | 22 | −10  |                                                    |
| 10   | Atlético del Beni            | 6    | 10 | 1 | 3 | 6 | 13 | 32 | −19  |                                                    |
| 11   | Atlético Nacional Marino (D) | 5    | 10 | 1 | 2 | 7 | 19 | 32 | −13  | Descenso a la Primera "B"                          |

 Fuente: Asociación Beniana de Fútbol

### Resultados
OBS: Los horarios corresponden al huso horario que rige a Bolivia (UTC-4).
| Fecha 1              | Fecha 1   | Fecha 1             | Fecha 1                 | Fecha 1       | Fecha 1 |
| Local                | Resultado | Visitante           | Estadio                 | Fecha         | Hora    |
| -------------------- | --------- | ------------------- | ----------------------- | ------------- | ------- |
| DEP. KIVON           | 2 - 2     | F.C. MOVIMA 26 VII  | ESTADIO "YOYO ZAMBRANO" | V 17 DE JUNIO | 19:00   |
| ALIANZA BENI F.C.    | 4 - 2     | C.D. GERMAN BUSCH   | ESTADIO "YOYO ZAMBRANO" | V 17 DE JUNIO | 21:00   |
| SAN LORENZO F.C.     | vs.       | VILLA REAL SOCIEDAD | ESTADIO "YOYO ZAMBRANO" | S 18 DE JUNIO | 18:00   |
| DEP. UNIVERSITARIO   | vs.       | F.C. GRAN MOXOS     | ESTADIO "YOYO ZAMBRANO" | S 18 DE JUNIO | 20:00   |
| ATLETICO 31 DE JULIO | vs.       | DEP. TILUCHI        | ESTADIO "YOYO ZAMBRANO" | S 18 DE JUNIO | 22:00   |
|                      | vs.       |                     |                         |               |         |

| Fecha 2              | Fecha 2   | Fecha 2            | Fecha 2                 | Fecha 2         | Fecha 2 | Fecha 2 |
| Local                | Resultado | Visitante          | Estadio                 | Fecha           | Hora    |         |
| -------------------- | --------- | ------------------ | ----------------------- | --------------- | ------- | ------- |
| ATLETICO 31 DE JULIO | vs.       | C.D. GERMAN BUSCH  | ESTADIO "YOYO ZAMBRANO" | VIE 24 JUN 2022 | 18:00   |         |
| DEP. KIVON           | vs.       | F.C. GRAN MOXOS    | ESTADIO "YOYO ZAMBRANO" | VIE 24 JUN 2022 | 20:00   |         |
| SAN LORENZO          | vs.       | F.C. LIBERTAD      | ESTADIO "YOYO ZAMBRANO" | SAB 25 JUN 2022 | 18:00   |         |
| DEP. UNIVERSITARIO   | vs.       | F.C. LIBERTAD      | ESTADIO "YOYO ZAMBRANO" | SAB 25 JUN 2022 | 20:00   |         |
| VILLA REAL SOCIEDAD  | vs.       | F.C. MOVIMA 26VIII | ESTADIO "YOYO ZAMBRANO" | SAB 25 JUN 2022 | 22:00   |         |
|                      | vs.       |                    |                         |                 |         |         |

| Fecha 3 | Fecha 3   | Fecha 3   | Fecha 3 | Fecha 3 | Fecha 3 | Fecha 3 |
| Local   | Resultado | Visitante | Estadio | Fecha   | Hora    |         |
| ------- | --------- | --------- | ------- | ------- | ------- | ------- |
|         | vs.       |           |         |         |         |         |
|         | vs.       |           |         |         |         |         |
|         | vs.       |           |         |         |         |         |
|         | vs.       |           |         |         |         |         |
|         | vs.       |           |         |         |         |         |
|         | vs.       |           |         |         |         |         |

| Fecha 4 | Fecha 4   | Fecha 4   | Fecha 4 | Fecha 4 | Fecha 4 | Fecha 4 |
| Local   | Resultado | Visitante | Estadio | Fecha   | Hora    |         |
| ------- | --------- | --------- | ------- | ------- | ------- | ------- |
|         | vs.       |           |         |         |         |         |
|         | vs.       |           |         |         |         |         |
|         | vs.       |           |         |         |         |         |
|         | vs.       |           |         |         |         |         |
|         | vs.       |           |         |         |         |         |
|         | vs.       |           |         |         |         |         |

| Fecha 5 | Fecha 5   | Fecha 5   | Fecha 5 | Fecha 5 | Fecha 5 | Fecha 5 |
| Local   | Resultado | Visitante | Estadio | Fecha   | Hora    |         |
| ------- | --------- | --------- | ------- | ------- | ------- | ------- |
|         | vs.       |           |         |         |         |         |
|         | vs.       |           |         |         |         |         |
|         | vs.       |           |         |         |         |         |
|         | vs.       |           |         |         |         |         |
|         | vs.       |           |         |         |         |         |
|         | vs.       |           |         |         |         |         |

| Fecha 6 | Fecha 6   | Fecha 6   | Fecha 6 | Fecha 6 | Fecha 6 | Fecha 6 |
| Local   | Resultado | Visitante | Estadio | Fecha   | Hora    |         |
| ------- | --------- | --------- | ------- | ------- | ------- | ------- |
|         | vs.       |           |         |         |         |         |
|         | vs.       |           |         |         |         |         |
|         | vs.       |           |         |         |         |         |
|         | vs.       |           |         |         |         |         |
|         | vs.       |           |         |         |         |         |
|         | vs.       |           |         |         |         |         |

| Fecha 7 | Fecha 7   | Fecha 7   | Fecha 7 | Fecha 7 | Fecha 7 | Fecha 7 |
| Local   | Resultado | Visitante | Estadio | Fecha   | Hora    |         |
| ------- | --------- | --------- | ------- | ------- | ------- | ------- |
|         | vs.       |           |         |         |         |         |
|         | vs.       |           |         |         |         |         |
|         | vs.       |           |         |         |         |         |
|         | vs.       |           |         |         |         |         |
|         | vs.       |           |         |         |         |         |
|         | vs.       |           |         |         |         |         |

| Fecha 8 | Fecha 8   | Fecha 8   | Fecha 8 | Fecha 8 | Fecha 8 | Fecha 8 |
| Local   | Resultado | Visitante | Estadio | Fecha   | Hora    |         |
| ------- | --------- | --------- | ------- | ------- | ------- | ------- |
|         | vs.       |           |         |         |         |         |
|         | vs.       |           |         |         |         |         |
|         | vs.       |           |         |         |         |         |
|         | vs.       |           |         |         |         |         |
|         | vs.       |           |         |         |         |         |
|         | vs.       |           |         |         |         |         |

| Fecha 9 | Fecha 9   | Fecha 9   | Fecha 9 | Fecha 9 | Fecha 9 | Fecha 9 |
| Local   | Resultado | Visitante | Estadio | Fecha   | Hora    |         |
| ------- | --------- | --------- | ------- | ------- | ------- | ------- |
|         | vs.       |           |         |         |         |         |
|         | vs.       |           |         |         |         |         |
|         | vs.       |           |         |         |         |         |
|         | vs.       |           |         |         |         |         |
|         | vs.       |           |         |         |         |         |
|         | vs.       |           |         |         |         |         |

| Fecha 10 | Fecha 10  | Fecha 10  | Fecha 10 | Fecha 10 | Fecha 10 | Fecha 10 |
| Local    | Resultado | Visitante | Estadio  | Fecha    | Hora     |          |
| -------- | --------- | --------- | -------- | -------- | -------- | -------- |
|          | vs.       |           |          |          |          |          |
|          | vs.       |           |          |          |          |          |
|          | vs.       |           |          |          |          |          |
|          | vs.       |           |          |          |          |          |
|          | vs.       |           |          |          |          |          |
|          | vs.       |           |          |          |          |          |

| Fecha 11 | Fecha 11  | Fecha 11  | Fecha 11 | Fecha 11 | Fecha 11 | Fecha 11 |
| Local    | Resultado | Visitante | Estadio  | Fecha    | Hora     |          |
| -------- | --------- | --------- | -------- | -------- | -------- | -------- |
|          | vs.       |           |          |          |          |          |
|          | vs.       |           |          |          |          |          |
|          | vs.       |           |          |          |          |          |
|          | vs.       |           |          |          |          |          |
|          | vs.       |           |          |          |          |          |
|          | vs.       |           |          |          |          |          |

### Premiación
|                                           |
| Libertad Gran Mamoré Campeón (3.° título) |

|                          |                            |
| Alianza F. C. Subcampeón | Universitario Tercer lugar |